# Jeanne du Barry (film)
Pour l’article homonyme, voir Madame du Barry pour la comtesse Jeanne du Barry.
Pour plus de détails, voir Fiche technique et Distribution.
Jeanne du Barry est un drame historique belgo-franco-britannique co-écrit et réalisé par Maïwenn, sorti en 2023.
Le film est présenté en ouverture « hors compétition » au Festival de Cannes 2023. 

## Synopsis
Jeanne Gomard de Vaubernier, une jeune femme d'origine modeste, cherche à s'élever socialement en utilisant ses charmes. Son mari, le comte du Barry, qui s'enrichit largement grâce aux galanteries lucratives de Jeanne, la présente au roi Louis XV, avec l'aide du duc de Richelieu. Le roi s'éprend de sa nouvelle conquête et décide d'en faire sa favorite officielle.

## Fiche technique
Sauf indication contraire, les informations mentionnées dans cette section peuvent être confirmées par la base de données cinématographiques Unifrance,  présente dans la section « Liens externes ».
- Titre original et francophone : Jeanne du Barry
- Titre de travail : La Favorite
- Réalisation : Maïwenn
- Scénario : Maïwenn, Nicolas Livecchi et Teddy Lussi-Modeste
- Musique : Stephen Warbeck
- Décors : Angelo Zamparutti
- Costumes : Jürgen Dœring
- Photographie : Laurent Dailland
- Son : Nicolas Provost
- Montage : Laure Gardette
- Production : Pascal Caucheteux, Konstantin Elkin et Grégoire Sorlat[2]
- Coproduction : Johnny Depp[2]
- Production déléguée : Julia Kim-von Den Driesch, Nellee Holmes, Sergey Ilyevskiy et Svetlana Migunova-Dali[2]
- Sociétés de production : Why Not Productions ; France 2 Cinéma, France 3 Cinéma, La Petite Reine, Impala Productions et Les Films de Batna (coproductions françaises) ; IN.2 Film (coproduction britannique) ; Les Films du Fleuve (coproduction belge)[3]
- Sociétés de distribution : Le Pacte (France), Frenetic Films (Suisse romande), Paradiso Entertainment (Belgique)
- Pays de production :  France,  Belgique,  Royaume-Uni[2]
- Langue originale : français
- Format : couleur — 1,85:1 — 35 mm[4] — son Dolby Digital
- Genre : drame historique
- Durée : 116 minutes[5]
- Budget : 22,4 millions d'euros[6]
- Dates de sortie :
  - France : 16 mai 2023 (Festival de Cannes et sortie nationale)
  - Suisse romande : 16 mai 2023

## Distribution
- Maïwenn : Jeanne du Barry
- Johnny Depp : Louis XV
- Benjamin Lavernhe : La Borde, premier valet de chambre du roi
- Pierre Richard : Duc de Richelieu
- Melvil Poupaud : Comte du Barry
- Pascal Greggory : Duc d'Aiguillon
- India Hair : Adélaïde de France
- Suzanne de Baecque : Victoire de France
- Capucine Valmary : Louise de France
- Laura Le Velly : Sophie de France
- Diego Le Fur : Le Dauphin
- Pauline Pollmann : Marie-Antoinette
- Ibrahim Yaffa (enfant) et Djibril Djimo (adolescent) : Zamor
- Loli Bahia : Jeanne du Barry (adolescente)
- Micha Lescot : Comte de Mercy-Argenteau, ambassadeur d'Autriche
- Noémie Lvovsky : Comtesse de Noailles
- Marianne Basler : Anne Bécu, mère de Jeanne
- Robin Renucci : Monsieur Dumousseaux
- Patrick d'Assumçao : Duc de Choiseul
- Erika Sainte : Anne, la mère de Jeanne enfant
- Teddy Lussi-Modeste : Médecin La Martinière
- Raphaël Quenard : le Grand Chambellan
- Grégoire Oestermann : Abbé Maudou
- Nathalie Richard : Madame de la Roche Fontenille
- Laurent Grévill : l'artiste peintre
- Bernard Nissile : Père Gomard

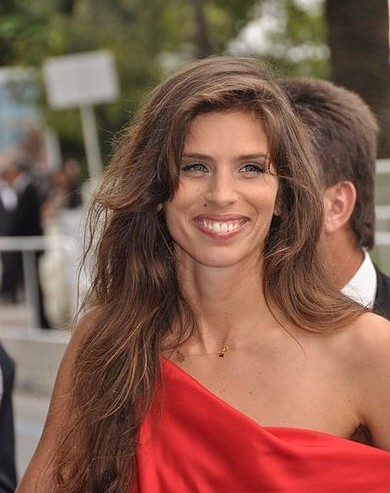
Maïwenn (Jeanne du Barry).
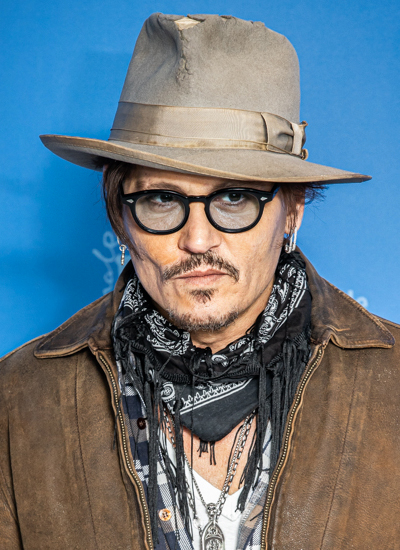
Johnny Depp (Louis XV).
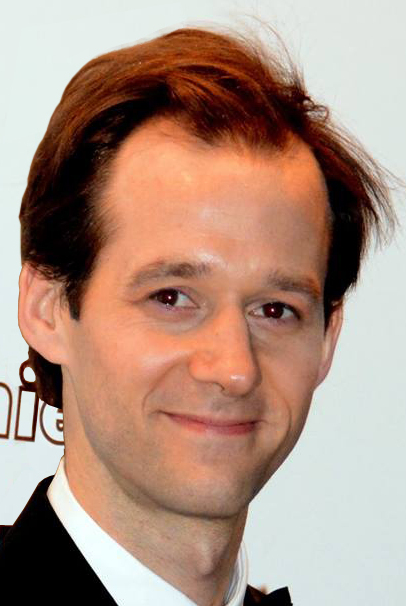
Benjamin Lavernhe (La Borde).
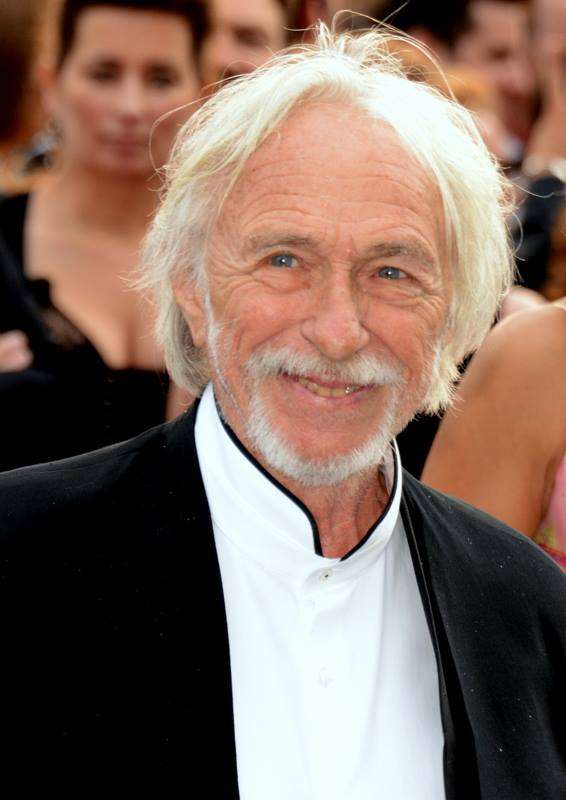
Pierre Richard (duc de Richelieu).

## Production

### Genèse et développement

Madame du Barry en 1781 par Élisabeth Vigée-Lebrun.

Le film est produit par la société Why Not Productions.

Interviewée par le magazine Vogue, la réalisatrice Maïwenn indique s'être intéressée pendant plusieurs années à la figure de Madame du Barry, ce qui lui a donné l'idée de lui consacrer un film. Elle explique : 

« Je suis tombée amoureuse du personnage et de son époque. J'ai écrit pendant trois ans, en m'étant beaucoup documentée, puis j'ai laissé infuser l'imaginaire. Pour moi, sa rencontre avec Louis XV a été le climax de sa vie. C'est aussi ce qui l'a conduite à sa perte. »

La réalisatrice, qui incarne Jeanne du Barry, explique s'être identifiée à son personnage, « qu'il s'agisse de son tempérament, son appétence de vie, sa curiosité ou son complexe d'infériorité ».

### Attribution des rôles
Maïwenn explique avoir proposé initialement le rôle de Louis XV à deux acteurs français « mais cela ne s'est pas fait pour des questions d'affinité et de disponibilité ». Elle décide alors de proposer le rôle à Johnny Depp, « un acteur qui me fait vibrer, quitte à ce qu'il ne soit pas français ».
De son côté, l'acteur américain explique avoir été emballé par la proposition, qu'il considérait comme un véritable défi : « J'ai vraiment apprécié le défi que ça représentait, de jouer Louis XV, pour moi, le péquenaud du Kentucky, de jouer Louis XV dans un film français. »

Maïwenn explique également avoir choisi Benjamin Lavernhe afin d'incarner La Borde pour son « charisme » mais aussi sa capacité à « s'adapter à tous les univers ». L'acteur explique la minutie avec laquelle la réalisatrice lui a décrit le personnage : 

« Souvent, dans les didascalies, si les personnages n'ont pas d'enjeu concret ou de dialogue, ils sont seulement évoqués. Pourtant, Maïwenn a pris beaucoup de soin à décrire La Borde, à raconter son attitude, ses émotions. [...] Au début, il ne fallait pas qu'il soit trop sympathique, et finalement c'est peut-être le personnage le plus humain de tous. Il a une réelle évolution. »

### Tournage
Le tournage démarre mi-juillet 2022. Il se déroule notamment en Seine-et-Marne : au château de Vaux-le-Vicomte et au château de Champs-sur-Marne, , au château de Versailles et au château de Champlâtreux.
En octobre 2022, selon Bernard Montiel, l'ambiance se détériore à la suite d'un conflit entre la réalisatrice et Johnny Depp, qui lui hurle : « Ton film c'est de la merde ! Si les gens viennent le voir, ce sera uniquement pour moi,. » Cependant les tensions finissent par retomber progressivement ; selon Maïwenn, elles sont principalement dues aux différences culturelles de tournage entre la France et les États-Unis.

## Accueil

### Sortie
Le film est distribué en salles en France par la société Le Pacte depuis le 16 mai 2023.

### Accueil critique